# モザンビーク

モザンビーク共和国
República de Moçambique

国の標語：なし
国歌：Pátria Amada（ポルトガル語）
最愛の祖国

モザンビークの位置

モザンビーク共和国（モザンビークきょうわこく）、通称モザンビークは、アフリカ大陸南東部に位置する共和制国家。南に南アフリカ共和国、南西をエスワティニ、西にジンバブエ、北西にザンビアとマラウイ、北はタンザニアと国境を接する。東はインド洋で、モザンビーク海峡内や対岸にマダガスカルとコモロ、フランス領のマヨットおよび無人島群の一部が存在する。首都はマプトである。
国土面積は約79万9000平方キロメートル（日本のおよそ2倍）、人口は約3036万人で増加傾向にある。

## 概要
同国は東アフリカに位置する。かつてはポルトガルの旧植民地であり、1964年からモザンビーク独立戦争を戦い抜いた後の1975年に独立を達成した。その後も政情は不安定で、1977年から1992年までモザンビーク内戦が続いた。
内戦終結後は好調な経済成長を続ける反面、HIV感染とAIDS発症の蔓延が問題となっている。
ポルトガル語諸国共同体ならびにポルトガル語公用語アフリカ諸国の加盟国となっているが、隣接国が全て英語圏の国家であるため1995年からイギリス連邦へ加盟している。

## 国名
正式名称は、ポルトガル語でRepública de Moçambique（IPA: /rɨˈpublikɐ dɨ musɐ̃ˈbikɨ/ レプーブリカ・デ・ムサンビーケ）。通称、Moçambique（ムサンビーケ）。
公式の英語表記は、Republic of Mozambique。通称、Mozambique（モウザンビーク）。
日本語の表記はモザンビーク共和国。通称、モザンビーク。国名はかつてポルトガル領東アフリカの首府が置かれたモザンビーク島に由来し、島の名前が全土を指す名前となった。独立後の1975年から1990年まではモザンビーク人民共和国だったが、1990年の憲法改正により現在のモザンビーク共和国となった。

## 歴史

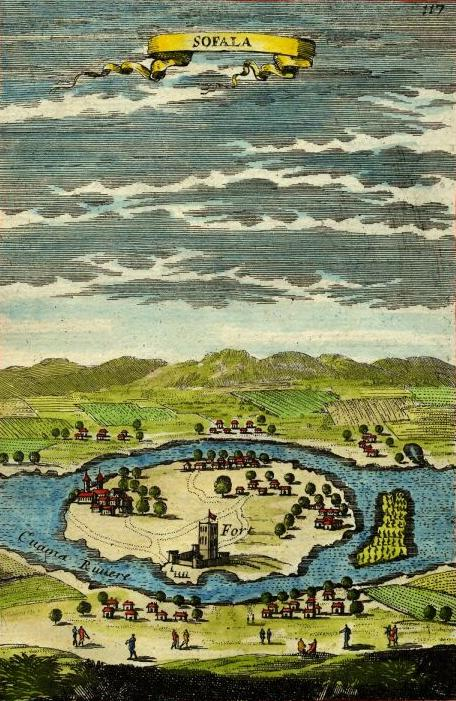
1683年のソファラ

この地域には約300万年前から人類が居住し、生活していた（「猿人」参照）。紀元前後にはサン人（ブッシュマン）が居住していたものの、次第にバントゥー系アフリカ人諸部族が広範囲に分布するようになった。紀元前1世紀にはギリシャ人やローマ人が沿岸部住民と交易するようになった。8世紀にはアラブ人の商人が金・銀を求めて港に現れるようになった。
この地域の記録に残る歴史は、11世紀から19世紀の部族連合国の王の称号からアラブ人の商人が通称したモノモタパ王国に遡ることができる。現在のジンバブエを中心に栄えたモノモタパ王国は、スワヒリ文明最南端に位置した都市である現モザンビーク領のソファラを拠点に、アラブ人の商人と香辛料や象牙、金などの交易を行っており、中国の陶磁器や、インドの綿製品も手に入れていた。

### ポルトガル植民地時代
ヨーロッパが大航海時代を迎えていた1498年、ポルトガル人のヴァスコ・ダ・ガマが喜望峰を越えてこの地に到達したのをきっかけに、16世紀初頭からポルトガルによる植民が始まり、17世紀半ばにはポルトガルの植民地支配が確立した（ポルトガル領モザンビーク・東アフリカ、通称ポルトガル語: Província Ultramarina de Moçambique）。植民地支配のための首府はモザンビーク島に置かれた。モザンビークからは遥か遠くのブラジルにまで黒人奴隷が連行された。1782年にロウレンソ・マルケスが建設された。1807年にイギリスが奴隷貿易を禁止した結果、西アフリカからの奴隷輸出が困難になると、ポルトガルはブラジルへの新たな奴隷供給地としてモザンビークに目を向け、ザンジバルを拠点にしたサイイド・サイード王の奴隷貿易と相俟って、19世紀前半の東アフリカ内陸部は、拡大する奴隷貿易の輸出用奴隷供給地となった。
19世紀に入り、1858年にポルトガル領では奴隷制度が廃止されたものの、劣悪な労働環境による労働契約制により、事実上は奴隷労働制度が継続していた。19世紀末に進んだアフリカ分割の中でポルトガルは、モザンビークとアンゴラを横断しようとする「バラ色地図」計画を発表した。しかし、1890年にイギリスの圧力に屈したポルトガルは、ザンビアとジンバブエとマラウイの領有を諦め、1891年の条約で現在のモザンビークの領域が確立された。また、同1891年にポルトガル領モザンビーク総督はイギリス・フランス資本の勅許会社、モザンビーク会社・ニアサ会社・ザンベジア会社に開発の権利と司法権を除く自治権を与えた。このためポルトガルが旧宗主国であるにも拘らず、独立後にイギリス連邦の加盟国となっている。また、ポルトガルの圧政に対して、例えば1894年のロウレンソ・マルケス襲撃など、先住民による抵抗運動が頻発したものの、それらは全てポルトガル軍により武力鎮圧された。
1898年にモザンビーク島からロウレンソ・マルケスに植民地の首都が遷都され、以降ロウレンソ・マルケスはポルトガル領東アフリカの首都となった。

### 脱植民地化

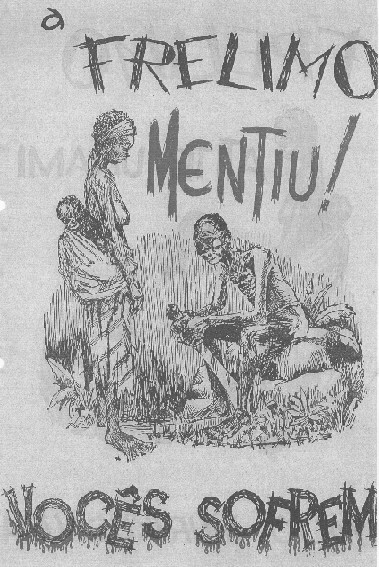
「FRELIMOは嘘をついた!あなたたちは苦しんでいる」
モザンビーク解放戦線（FRELIMO）に対するポルトガルのプロパガンダ

第二次世界大戦が終結し、世界的に脱植民地化の流れが出てくると、アフリカ諸国のヨーロッパ諸国からの独立が叫ばれるようになり、その影響はモザンビークにも押し寄せた。ポルトガルのアントニオ・サラザール政権は、1951年にモザンビークなどのアフリカ植民地を「海外州」と呼び変え、植民地支配に対する国際社会の非難を避けようとした。モザンビークやアンゴラは形式上ポルトガル本国と同等の立場であるとされ、1959年のポルトガルの開発計画により、モザンビークには3800万ポンドが投資された。さらに、リンポポ川流域へのポルトガル人の入植や、港湾の能力拡大のための鉄道建設が進められた。ただ、モザンビーク植民地の慢性的なポルトガルへの輸入超過を補うために、南アフリカ連邦の鉱山への黒人労働者の出稼ぎによって経済は支えられた。
その後、形式上に過ぎない本国ポルトガルとの対等の地位と、事実上の植民地政策の矛盾は隠せるものではなく、モザンビークでも1964年9月に、エドゥアルド・モンドラーネを議長としたモザンビーク解放戦線（FRELIMO）がタンザニアを拠点に武装闘争を開始し、モザンビーク独立戦争が始まった。マルクス主義を掲げ、ソ連と中華人民共和国の援助を受けていたFRELIMOは、冷戦構造の中で西側諸国の脅威であり、そのためポルトガル軍も強権を以てFRELIMOに対処した。1969年にモンドラーネは暗殺されたものの、サモラ・マシェルらが後を継いで独立戦争を継続。約10年を経てポルトガル本国でのカーネーション革命がきっかけとなり、1975年6月25日にモザンビークはモザンビーク人民共和国として完全独立を果たした。

### 独立と内戦
1975年の独立後、出国したポルトガル系モザンビーク人に代わって権力を握ったFRELIMOは政党化し、一党制による社会主義路線を推進した。社会主義を掲げるモザンビークは1976年の国連制裁決議に従って、白人支配国家ローデシアの国境を封鎖した。この措置は輸出入の8割をモザンビーク間の鉄道輸送に頼るローデシア経済に大きな打撃を与えたが、一方でモザンビーク側も鉄道や港湾収入から得る収益を失うことを意味しており痛み分けとなった。
1977年にローデシア諜報機関によって、ポルトガル領時代の秘密警察であったPIDEを母体として結成された反政府組織モザンビーク民族抵抗運動（MNR,RENAMO）が政府軍と衝突し、モザンビーク内戦が勃発した。イデオロギー的正当性を欠いていたRENAMOは、当初は成人男子や少年を強制徴収することによってしか兵力を集めることができず、暴力と恐怖を旨に学校や病院への襲撃作戦を遂行した。
1980年にローデシアが崩壊し、黒人国家のジンバブエが独立すると、アフリカにおける反共産主義の砦を自認していた南アフリカ共和国は、ローデシアに代わってモザンビークとアンゴラの社会主義政権に対して不安定化工作を仕掛けた。南アフリカをはじめとする西側諸国の援助を受けたRENAMOは、農村部で略奪・暴行を激化させたため、1984年にはモザンビークと南アフリカ両国の間にンコマチ協定が締結された。南アフリカはRENAMOに対する支援を、モザンビークはアフリカ民族会議（ANC）に対する支援を相互に打ち切り、両国の間で不可侵条約が結ばれた。しかし、その後も実質的にこの協定は反故にされ、以降も南アフリカによるRENAMO支援が続けられた。さらに、1986年にはマシェル大統領が事故死し、後任としてジョアキン・アルベルト・シサノが新たな大統領に就任した。
モザンビーク内戦が長期化し、経済が疲弊する中で、東欧革命とソ連崩壊により東側諸国の勢力が低下した。1989年、シサノ大統領率いるモザンビーク政府は社会主義体制の放棄を決定し、翌1990年に複数政党制と自由市場経済を規定した新憲法を制定した。これにより反共産主義を掲げていた南アフリカなどから干渉される理由が少なくなった。南アフリカ政府も黒人を差別するアパルトヘイト政策の廃止を1991年に宣言した。モザンビーク側でも1990年から1991年にかけての大旱魃の影響もあり、和平交渉の結果、1992年にローマ和平協定がローマで締結され、内戦は終結した。

### 内戦終結以降

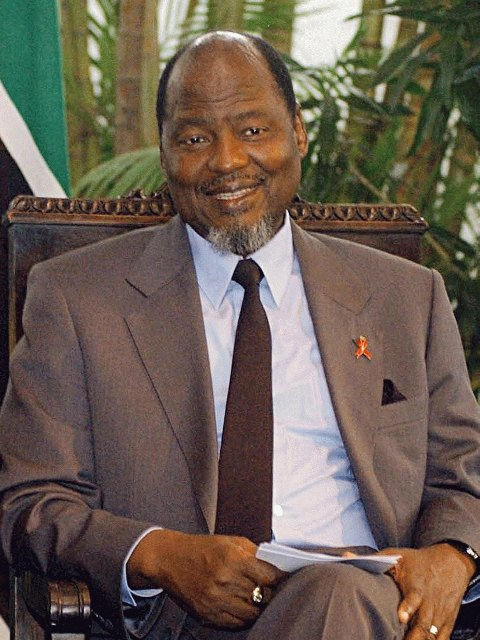
ジョアキン・アルベルト・シサノ。内戦終結後のモザンビークを安定した発展の軌道に乗せた。

内戦後の新政権樹立のため、1994年10月に国際連合モザンビーク活動（ONUMOZ）の支援の下、複数政党制による大統領選挙および議会選挙が実施された。この結果、与党のFRELIMOが勝利し、新政権が創設された。
1995年に南アフリカやジンバブエなど、周辺の英語圏諸国との経済的結び付きを深めるため、それまでオブザーバーとして参加していたイギリス連邦に正式に加盟した。ただ、翌1996年にはポルトガル語世界（ルゾフォニア）との結び付きを深めるために、ポルトガル語諸国共同体にも加盟した。1998年にはアルミニウム精錬を行うモザール社が、南アフリカと日本などの投資により誕生した。
シサノ大統領は2003年にはアフリカ連合（AU）の第2代総会議長に選出され、更に引退後の2007年にはモ・イブラヒム賞の第1回受賞者となった。2005年の大統領選挙では、与党FRELIMOからアルマンド・ゲブーザが新たに大統領に就任した。ゲブーザは2009年の大統領選挙でも勝利した。2014年1月には中華人民共和国の援助で新しい大統領府が建設された。停戦後もFRELIMOとRENAMOの間に軍事的対立は続いたが水面下では和平交渉が続けられ、2019年8月1日に両者は改めて和平協定に調印し、内戦終結後も27年間続いた軍事的緊張は終わりを告げ、RENAMOの軍事部門は武装解除されることとなった。
なお、停戦に伴う和平協定締結後は比較的安定した政治と、アルミニウム精錬を行うなどして年率8%の経済成長を実現したものの、国民の約半分が貧困ライン以下である。しかも内戦時代には学校への襲撃もあったなど教育は立ち遅れている。国民の教育水準は低いままで、識字率は60％程度に過ぎない。慢性的な医師不足の改善も進まず、教育水準の低い国民はHIV感染者が多く、AIDSの蔓延が深刻な問題となっている。2018年において平均寿命は60.2歳であり、世界平均より12年短い。
新たな有力産業として、東方のインド洋沖を含めて天然ガス開発が進んでいる。モザンビーク政府は、2020年代には液化天然ガス（LNG）輸出拡大により高い経済成長を持続することをめざしている（「鉱業」も参照）。
一方で、イスラム過激派が武装闘争を展開しており、LNG開発基地となる北東部のカボ・デルガード州にも戦火が及んでいる。

## 政治

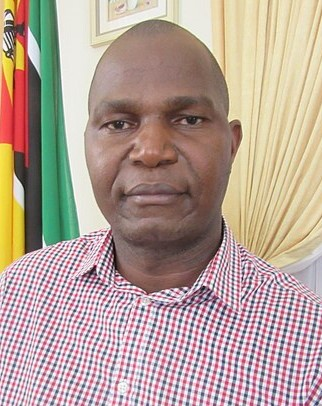
ダニエル・チャポ第5代大統領

大統領を国家元首とする共和制をとっている。大統領は1994年1月以来、直接選挙で選出され、任期5年。大統領の他に行政府の長たる首相が存在する。
立法府たる共和国議会（en:Assembly of the Republic (Mozambique)）は一院制であり、全250議席は全て直接選挙によって選出される。任期5年。1994年1月に国民選挙委員会が設置された。
主要な政党としては、社会民主主義・民主社会主義のモザンビーク解放戦線 (FRELIMO)、保守主義のモザンビーク民族抵抗運動 (Renamo-UE)、中道右派のモザンビーク民主運動(en:Democratic Movement of Mozambique、MDM)の名が挙げられる。
司法権は最高司法機関たる最高裁判所が司る。

### これまでの選挙
- 第1回大統領・国政選挙:1994年10月。シサノ大統領再任、得票率53%。民主化の行方を占う選挙であった。
  - モザンビーク解放戦線 (FRELIMO) : 44.7%
  - モザンビーク民族抵抗運動 (Renamo-UE) : 37.8%

- 1998年6月、地方選挙が実施された。投票率は極めて低く、33自治体の平均投票率が15%に満たなかった。この背景には、教育水準の低位と環境の不整備などが挙げられる。

- 第2回大統領・国民議会選挙:1999年12月3日から5日。シサノ大統領が再選された。 政党別の獲得議席数は、以下の通り。
  - モザンビーク解放戦線 (FRELIMO) : 133
  - モザンビーク民族抵抗運動 (Renamo-UE) : 117

- 第3回大統領・国民議会選挙:2004年12月1日から2日。ゲブーザ与党公認候補（FRELIMO幹事長）が大統領に選出された。政党別の獲得議席数は、以下の通り。
  - モザンビーク解放戦線（FRELIMO）: 160
  - モザンビーク民族抵抗運動（Renamo-UE）: 90

- 第4回大統領・国民議会選挙：2009年10月。ゲブーザ与党公認候補（現職大統領）が大統領に選出。政党別の獲得議席数は、以下の通りで与党の勝利となった。
  - モザンビーク解放戦線（FRELIMO）: 191
  - モザンビーク民族抵抗運動（Renamo-UE）: 51
  - モザンビーク民主運動 （MDM）: 8

## 国際関係

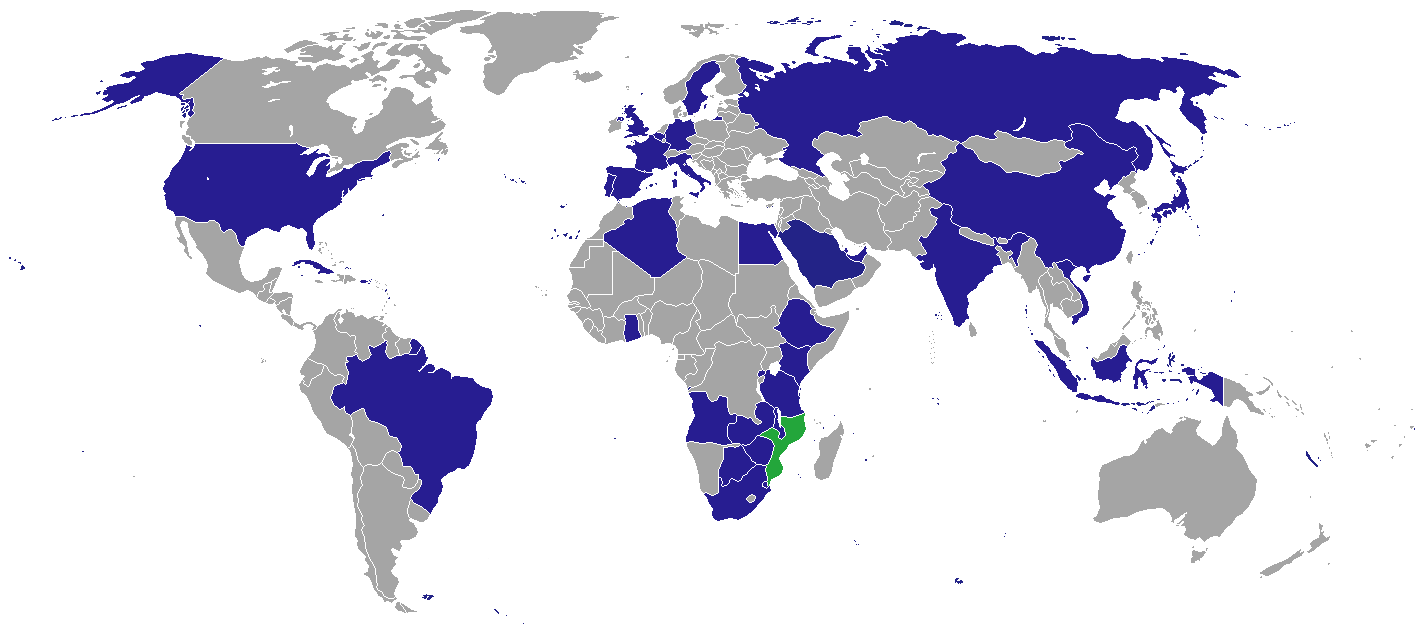
モザンビークが外交使節を派遣している諸国の一覧図

独立時に主導権を握ったのが社会主義を掲げるFRELIMOだったために、冷戦中は国内の内戦の状況がそのまま親東側政策に結び付き、親西側の立場から反政府ゲリラを支援するローデシアや南アフリカ共和国などとは敵対政策が続いた。冷戦終結後は西側諸国との友好関係を深め、全方位外交を行っている。
ポルトガル語諸国共同体の一員であり、ポルトガルやブラジル、カーボベルデ、アンゴラなどポルトガル語圏の国々（ルゾフォニア）とは深い絆を保っている。
周辺諸国との関係においては、特に南アフリカ共和国との関係が経済的に大きい。また、タンザニアとは独立戦争以来の友好関係が存在する。
隣接国が全て英語圏であるため、1987年からイギリス連邦のオブザーバーとなっていた。モザンビークが南アフリカとジンバブエの民主化に大きな役割を果たした功績が認められたため、1995年に正式にイギリス連邦に加盟した。

### 日本との関係
織田信長の家来として活躍した弥助は、現在のモザンビークにあたるポルトガル領東アフリカ出身で、1581年にイタリア人宣教師アレッサンドロ・ヴァリニャーノにより日本に渡航したと推定される。また、1582年にヨーロッパへ向かった天正遣欧少年使節が、帰路にて1586年にモザンビーク島に寄港し、約6か月間を過ごした。
1980年代以降日本に留学する者が現れており、ベンビンダ・ツレのように長期間の留学を経て日本で就職後帰国した者もいる。このベンビンダは小学生向けの学習雑誌に読み物が掲載されたり、帰国の年にはラジオ番組で特別企画が長期間にわたって組まれるなど多くの日本人に名前が知られた。第5回アフリカ開発会議中の2013年6月1日に、横浜で日本との間に投資協定が結ばれた。2018年にはIHIにより最新鋭のガスタービン火力発電所が首都マプトに建設されている。
- 在留日本人数 - 195人（2018年10月時点）[3]
- 在日モザンビーク人数 - 約130人（2019年12月時点）[3]

## 軍事

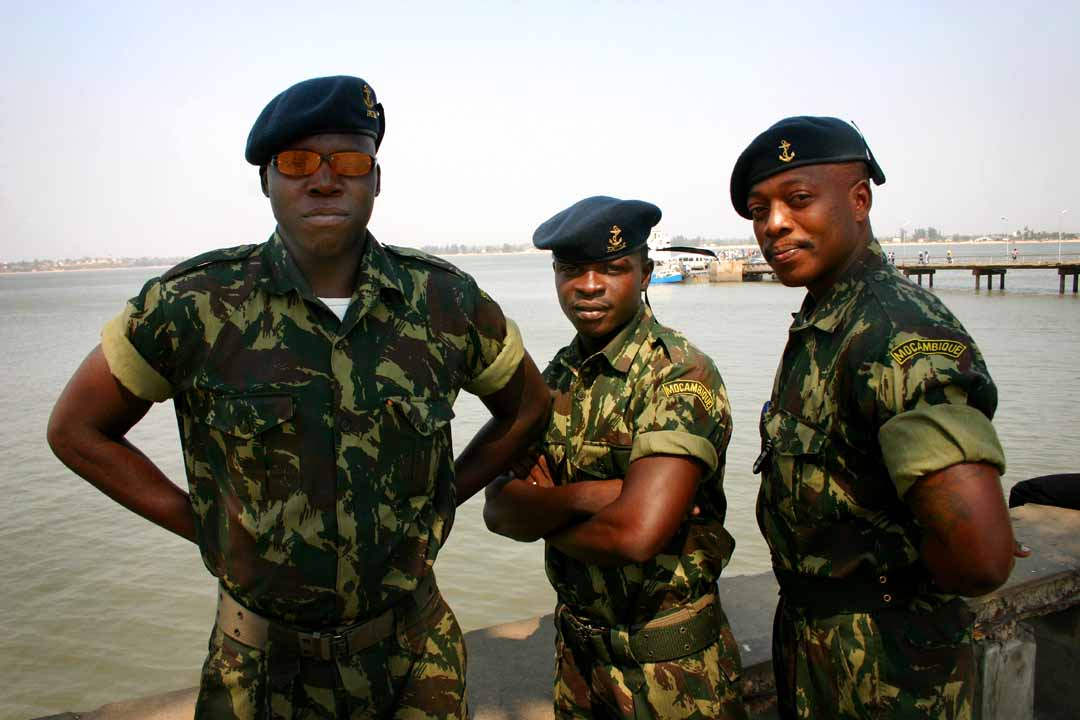
モザンビーク陸軍の軍人

モザンビーク国防軍は陸軍、海軍、空軍から構成されている。また徴兵制を採用している国としても認知されている。
総人員は約11,200人で小規模ではあるものの、他のアフリカの国軍に比べると機能的に編成されている面がある。2018年の軍事支出は国内総生産（GDP）の0.99%だった。

## 地理

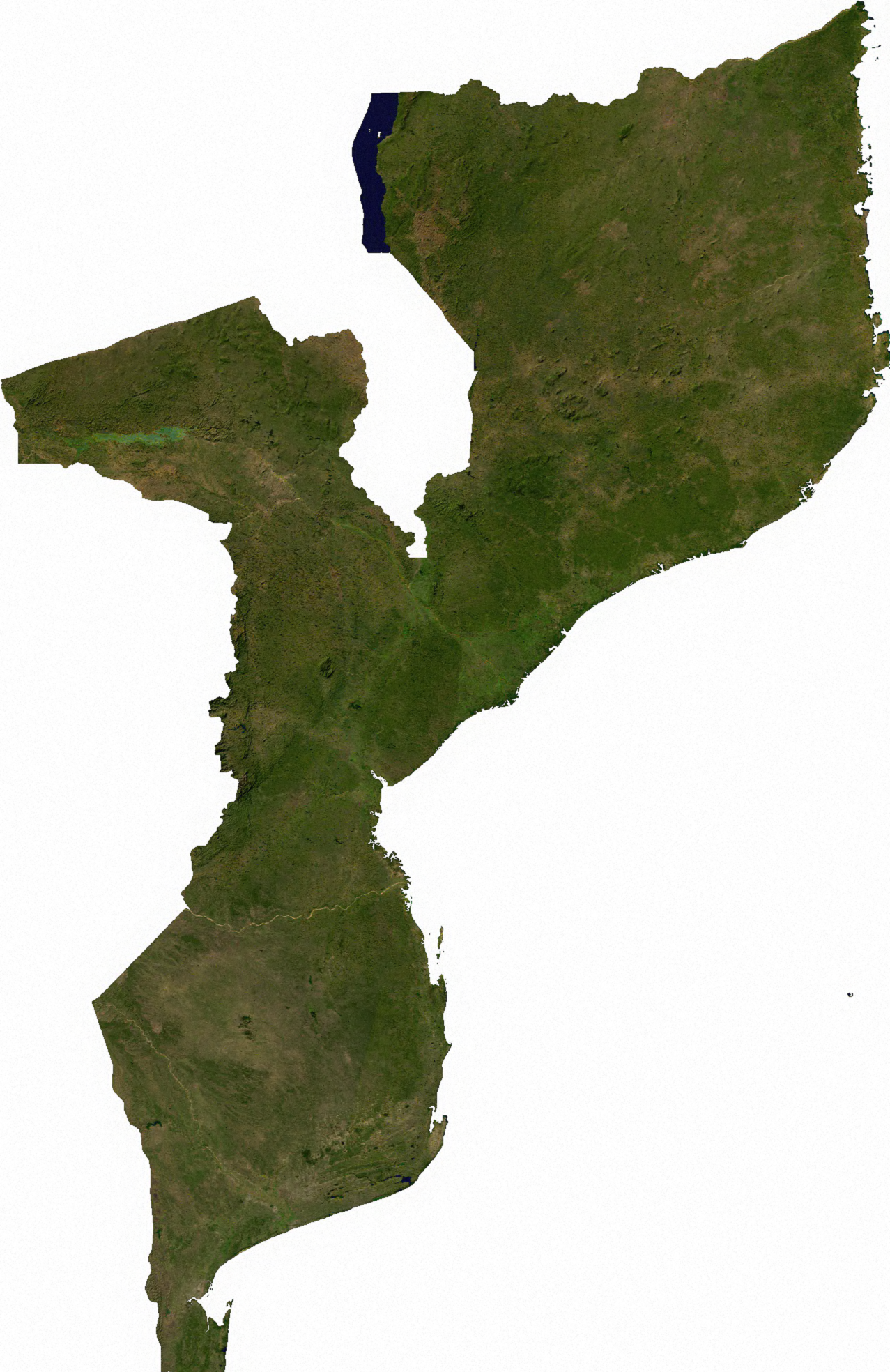
モザンビークの衛星写真

モザンビークの国土面積は約79万9000km2。国内最高峰はビンガ山（2436m）である。2500 km以上におよぶ海岸線には、熱帯のビーチとサンゴ礁の浅瀬が見られる。マダガスカル島とはモザンビーク海峡を挟んで向かい合っている。
モザンビークには5つの大きな河川が流れており、最も大きく重要なものはザンベジ川である。国土はザンベジ川によって地勢上、2つの地域に分かれる。ザンベジ川の北では、なだらかな海岸線が内陸部に入って丘陵や低い台地である。その西は、ミオンボ森林に覆われたニアサ高原やナムリ高原（シレ高原）、アンゴニア高原、テテ高原、マコンデ台地のような険しい高原である。なお、主要な湖としては、ニアサ湖（またはマラウイ湖）、シウタ湖、シルワ湖と3つが挙げられ、これらはいずれも北部に位置する。ザンベジ川の南では、低地は広く、マショナランド台地とレンボ山地が深南部に存在する。
一方、南部アフリカの山脈であるレボンボ山脈の一部が同国に繋がっており、その姿を眺めることが出来る。

### 気候
ケッペンの気候区分によれば、気候は熱帯雨林気候とサバナ気候に分かれるが、首都マプトが位置する南部は冬季には平均気温が20℃以下まで下がり、5月から9月までは比較的しのぎやすい。

## 地方行政区画

モザンビークの州

モザンビークは、10の州（província,プロヴィンシア）、および州と同格の1つの市（cidade,シダーデ）に分かれる。
1. ニアサ州 (Niassa)　州都 - リシンガ (Lichinga)
2. カーボ・デルガード州 (Cabo Delgado)　州都 - ペンバ (Pemba)
3. ナンプーラ州 (Nampula)　州都 - ナンプーラ (Nampula)
4. テテ州 (Tete)　州都 - テテ (Tete)
5. ザンベジア州 (Zambezia)　州都 - ケリマネ (Quelimane)
6. マニカ州 (Manica)　州都 - シモイオ (chimoio)
7. ソファラ州 (Sofala)　州都 - ベイラ (Beira)
8. ガザ州 (Gaza)　州都 - シャイシャイ (Xai-Xai)
9. イニャンバネ州 (Inhambane)　州都 - イニャンバネ (Inhambane)
10. マプト市 (Maputo cidade)
11. マプト州 (Maputo província)　州都 - マトラ (Matola)

### 主要都市
主要な都市はマプト（首都）、マトラ、ベイラ、ナンプラがある。

## 経済

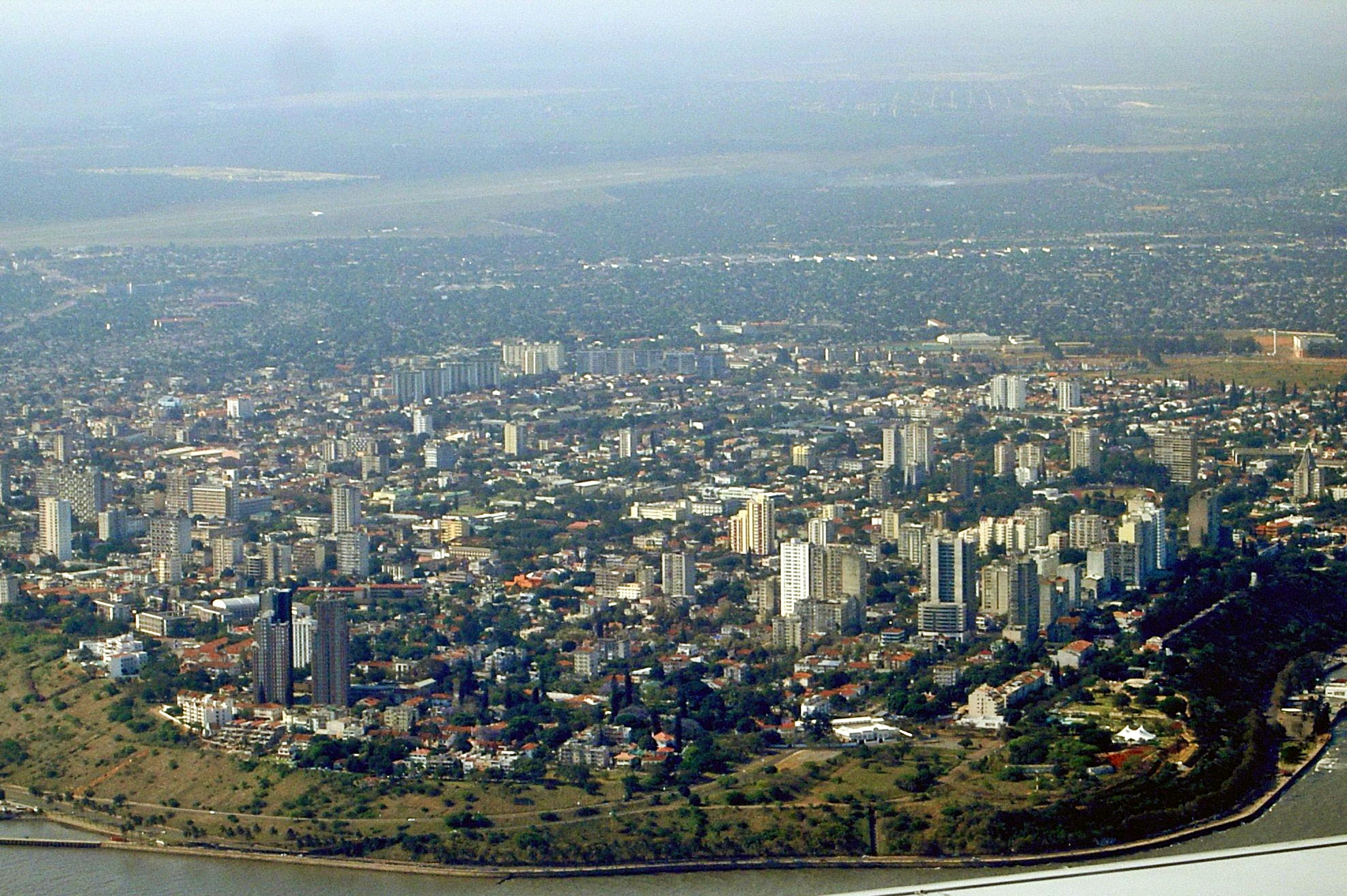
首都マプト

通貨は新メティカルであり1000:1のレートで旧メティカルと置き換わっている。旧通貨は2012年末までにモザンビーク銀行によって償還された。USドル、南アフリカランド、そして近年ではユーロもまた広く受け入れられ、ビジネスの取引で使われている。法定最低賃金は月60USドルである。モザンビークは南部アフリカ開発共同体（SADC）の加盟国である。

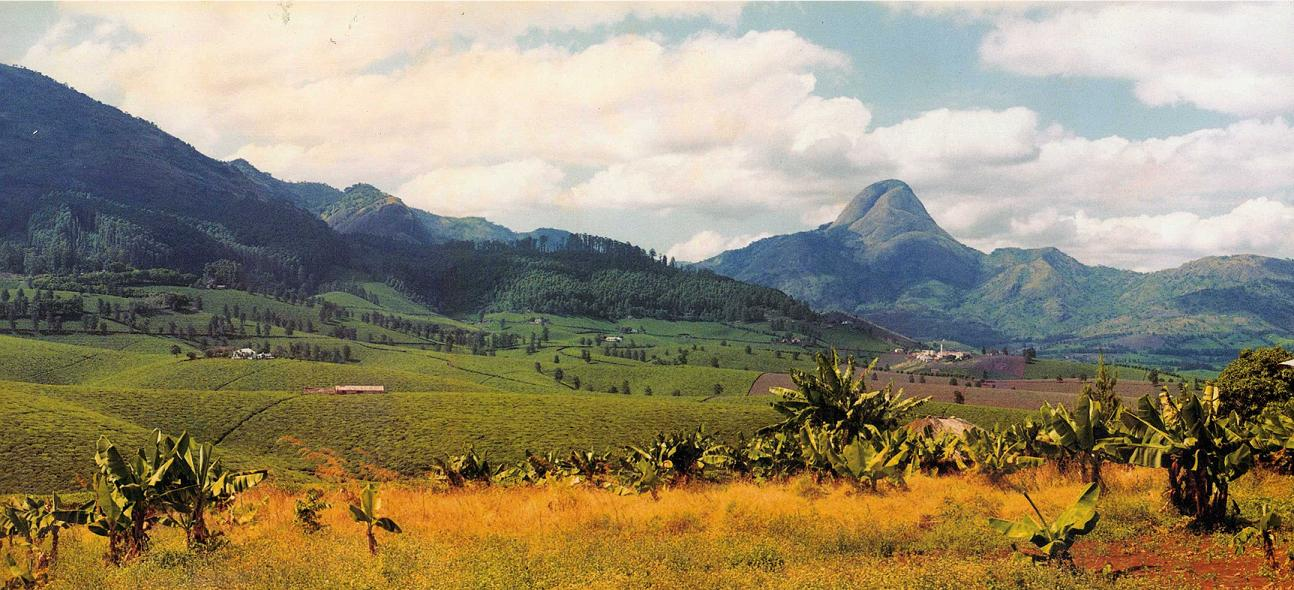
ザンベジア州グルエー付近のチャノキのプランテーション。

鉱産資源開発が活発化する前は、第1次産品である農産物の生産が主であった。日本向け輸出はエビが多かった。ただ、鉱産資源に恵まれており、その生産も活発化してきた。
1980年代は内政の失敗に加え、内戦や旱魃などで経済は壊滅状態に陥った。内戦終結後も、1999年、2000年と続いて起きた大洪水などの自然災害などで経済は打撃を受けていたが、1990年代後半以降から経済が急速に発展しており、1996年から2006年までに年平均8%の経済成長を達成した。
日本の三菱商事も出資したアルミニウム精錬事業のモザール社（主たる出資はBHPグループ）は、2000年より事業を開始した。国内最大級企業であるモザール社は、オーストラリアのアルミナを原料として輸入した上で、南アフリカから供給される豊富・安価な電力を使い溶融塩電解を行ってアルミニウムの地金として輸出しており、モザンビークの輸出市場での位置づけは高い。背景として、植民地時代にポルトガルが建設した、モザンビーク北西部のテテ州にあるザンベジ川流域のカオラ・バッサダムで水力発電を行い、大量の電力を南アフリカに供給・売電していることがある。そのことが、南アから安価な電力をモザールに対して安定供給するシステムへとつながった。
2010年9月1日、首都マプトでパンの値段が30％引き上げられたことへの抗議がきっかけとなり暴動が発生した。警官隊が発砲し、子供2人を含む市民7人が死亡した。2日、政府はデモ隊が築いたバリケードを取り除くために軍隊を導入した。民間テレビ局STVでは10人が死亡し、27人が重軽傷を負い、140人が拘束されたと報道している。
2020年7月、日本の政府開発援助（ODA）事業の一環として2011年から開始された日本・ブラジル・モザンビークの三角協力により行われている農業支援事業「プロサバンナ」（ProSAVANA-JBM）が中止される事態となった。この事案は現地の小規模農家の生活を破壊するものとしてプロジェクト開始時から批判が相次いでおり、事業に携わるNPO法人の関係者へビザ発給が拒否されるなどのトラブルを引き起こしていたことから関係国の間で燻り続けていたものでもあった。

### 鉱業
モザンビークは石炭や宝石などの鉱物資源に恵まれており、資源開発が行われている。2012年からは大規模な天然ガス田の資源が沖合いに発見され注目を集めている。
鉱物資源の背景は、モザンビーク北東部の地層が南北方向に傾いたモザンビーク帯と、東西方向に傾いたザンベジ帯間の分岐合流点に位置し、新原生代（約8億年前～5億年前）の造山帯であることから、長年の複合的な熱と変形がルビーやガーネットなどの鉱物形成に理想的な温度と圧力をもたらしたと言われている。この他、鉄鉱石やマンガン、チタン（重砂）などもある。
石炭
石炭埋蔵量は約7億トンで、モザンビークの主要鉱産物の1つである。日本の主導で「石炭産業発展5カ年プラン」が進められており、2011年には探査活動の結果としてテテ州で約200億トンの資源量が報告されている。
天然ガス
モザンビークでは世界でも最大規模の埋蔵力を誇るガス田が発見されている。2003年には南アフリカの企業による陸上のガス田が生産開始し、南アフリカと輸出用ガスパイプラインで結ばれるなど、同国からの投資が近年増えている。また、モザンビーク北部沖合いにおけるオフショアの天然ガスの液化設備計画が三井物産らによって進められている。プラント建設は、千代田化工建設と米CB&I社、イタリアのサイペン社の3社連合が請け負う。LNGの生産能力は年1200万トンで、インフラも含めた事業総額は少なくとも1兆円規模とみられる。
宝石
1980年代後半からルビーが産出されるようになり、特に2009年以降になると世界のルビー需要を担うようになってきている。北東部でのルビー採鉱、またトルマリンの一種であるパライバトルマリンも産出されており、ブラジル産やナイジェリア産のパライバトルマリンが枯渇している現状において良質な宝石質のパライバトルマリンはここでのみの産出となっている。

### 観光
モザンビークの観光は自然環境や野生生物、歴史的遺産を主体としている。同国における観光事業は、国内総生産（GDP）の成長に大きな可能性を秘めているとされている。

## 国民

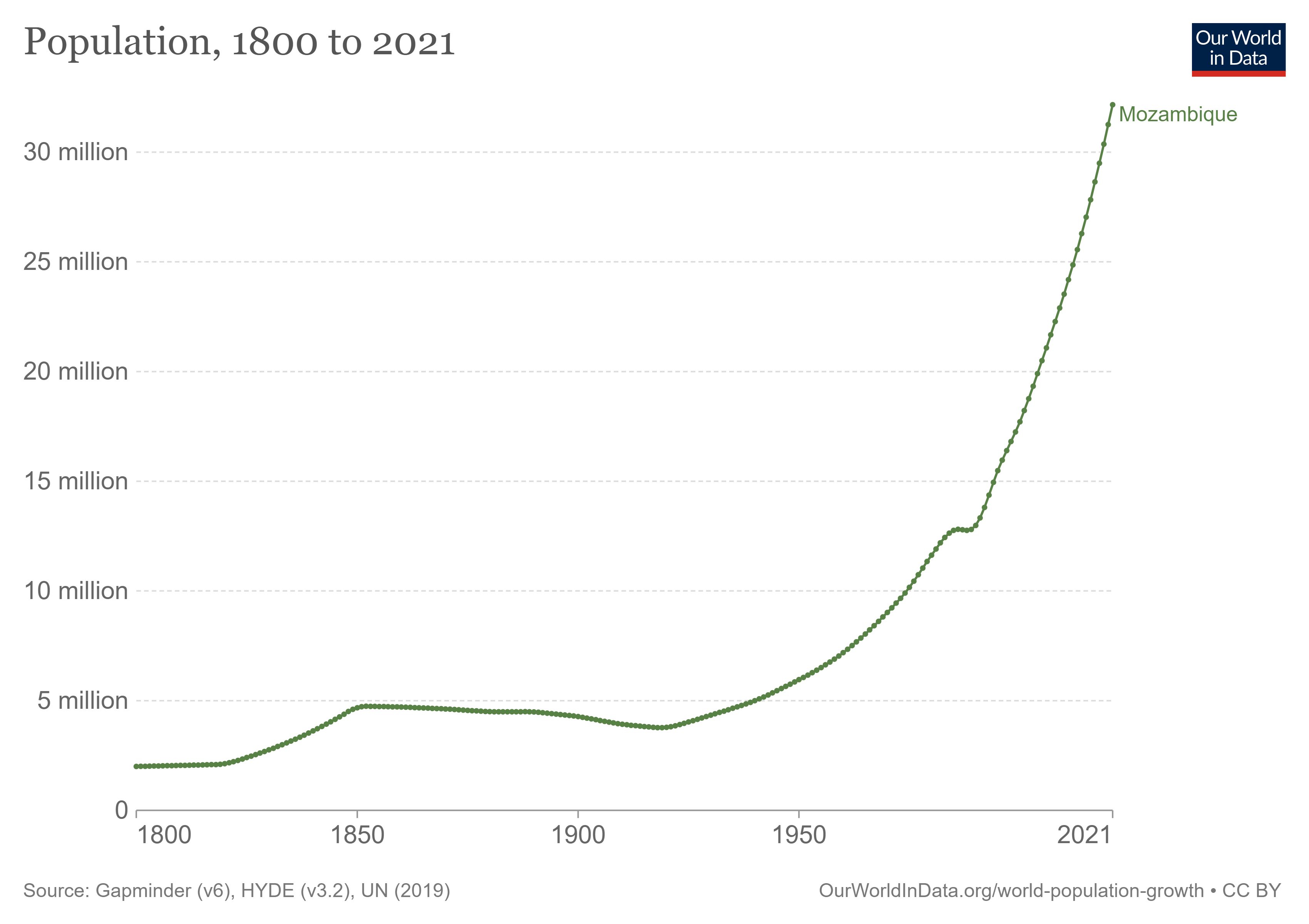
1961年から2003年までのモザンビークの人口動態グラフ

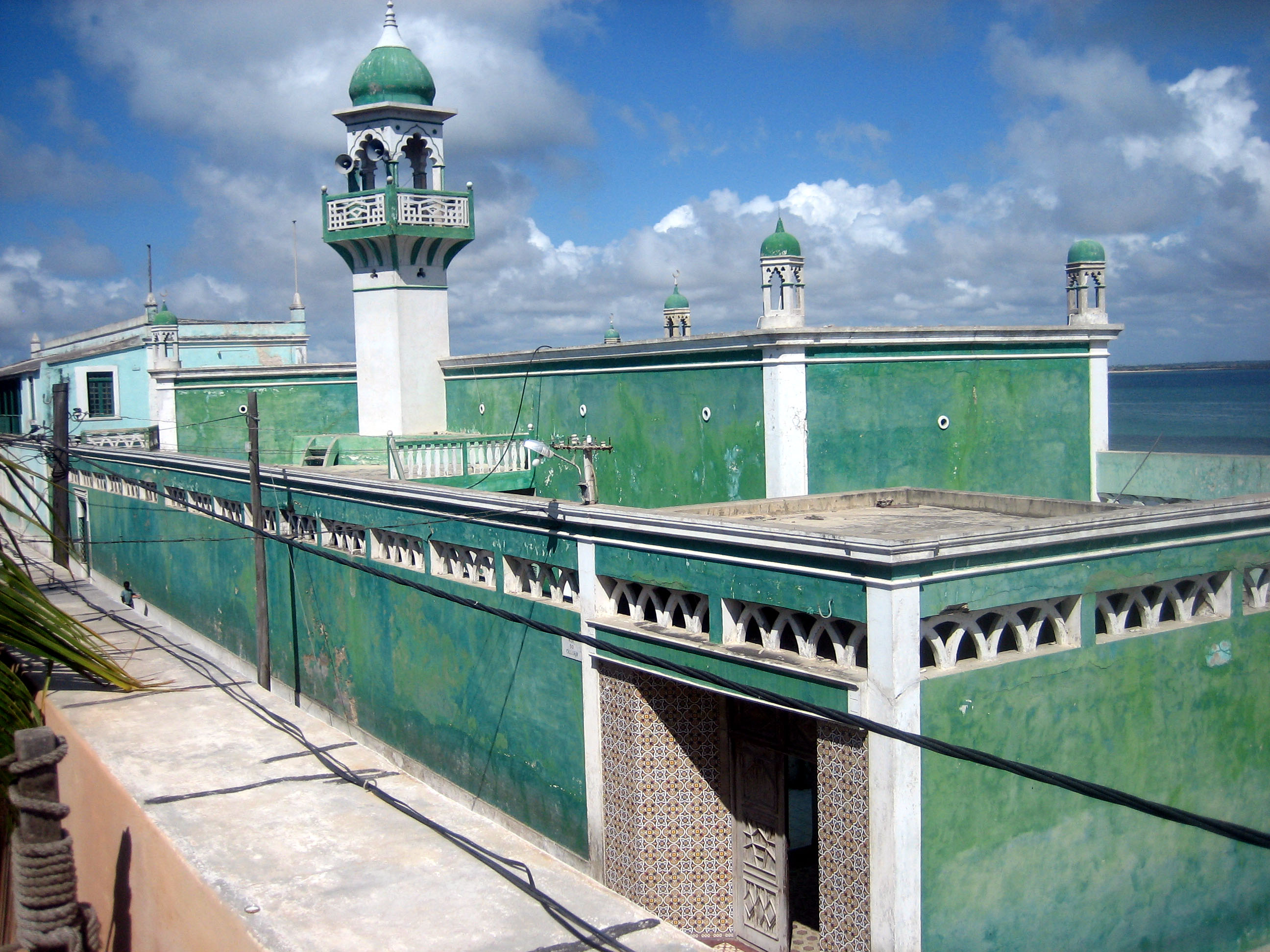
モザンビーク島のモスク

### 民族
約40の部族が存在する。
マクア人（Emakhuwa）・ロムウェ人（Elomwe）が40%、マコンデ人、シャンガーン人、ショナ人、スワジ人などのバントゥー系黒人の諸民族が国民全体の99%を構成し、その他メスチーソ（黒人と白人の混血。ムラート）が0.8%、インド人（印僑）が0.08%、ポルトガル系モザンビーク人を主とする白人が0.06%とごく少数の非黒人系マイノリティが存在する。2007年時点では1,500人から12,000人に達する規模の中国系コミュニティが存在するとも推定されている。
2010年代初頭より、経済的停滞が続く旧宗主国ポルトガルから経済的に勃興を遂げつつあるモザンビークに専門職従事者の移住が進んでおり、首都マプトには約2万人のポルトガル人が存在すると推定されている。

### 言語
モザンビークの公用語はポルトガル語（モザンビーク・ポルトガル語）である。その他、バントゥー諸語（マクア語、セナ語、ツォンガ語、ニュングウェ語、チェワ語、ショナ語、ロムウェ語、マコンデ語、ツワ語、ロンガ語、チョピ語、ヤオ語、コティ語、ンワニ語など）や、北部ではスワヒリ語も用いられる。
モザンビークの言語状況は複雑である。1997年の国勢調査によれば公用語のポルトガル語を第1言語とする人々は国民の8.8%であり、第2言語とする人々の27%を合わせても35%ほどにしかならない。バントゥー諸語も最大話者数を擁するマクア語でも26.1%程にしかならず、諸言語が混在する状態にある。

### 宗教
キリスト教が約60％、イスラム教が約20％、ほかに伝統宗教が信仰されている。2017年の推定によれば、キリスト教のカトリック教会が27.2%、ペンテコステ派が15.3%、ザイオニスト教会（Zionist Churches）が15.6%。イスラム教が18.9%、無宗教が13.9%である。

### 教育

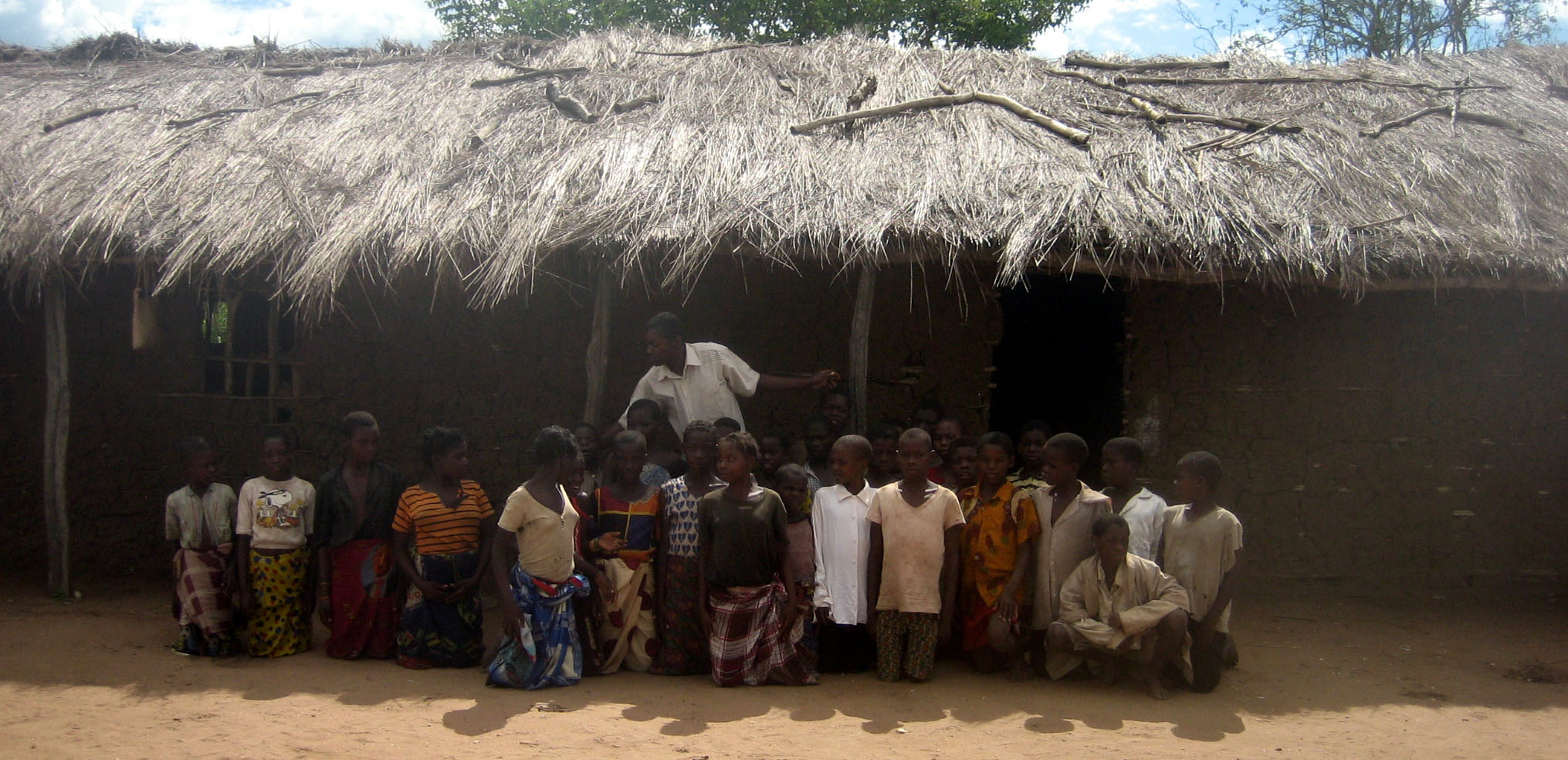
ナンプーラの学校の生徒たち

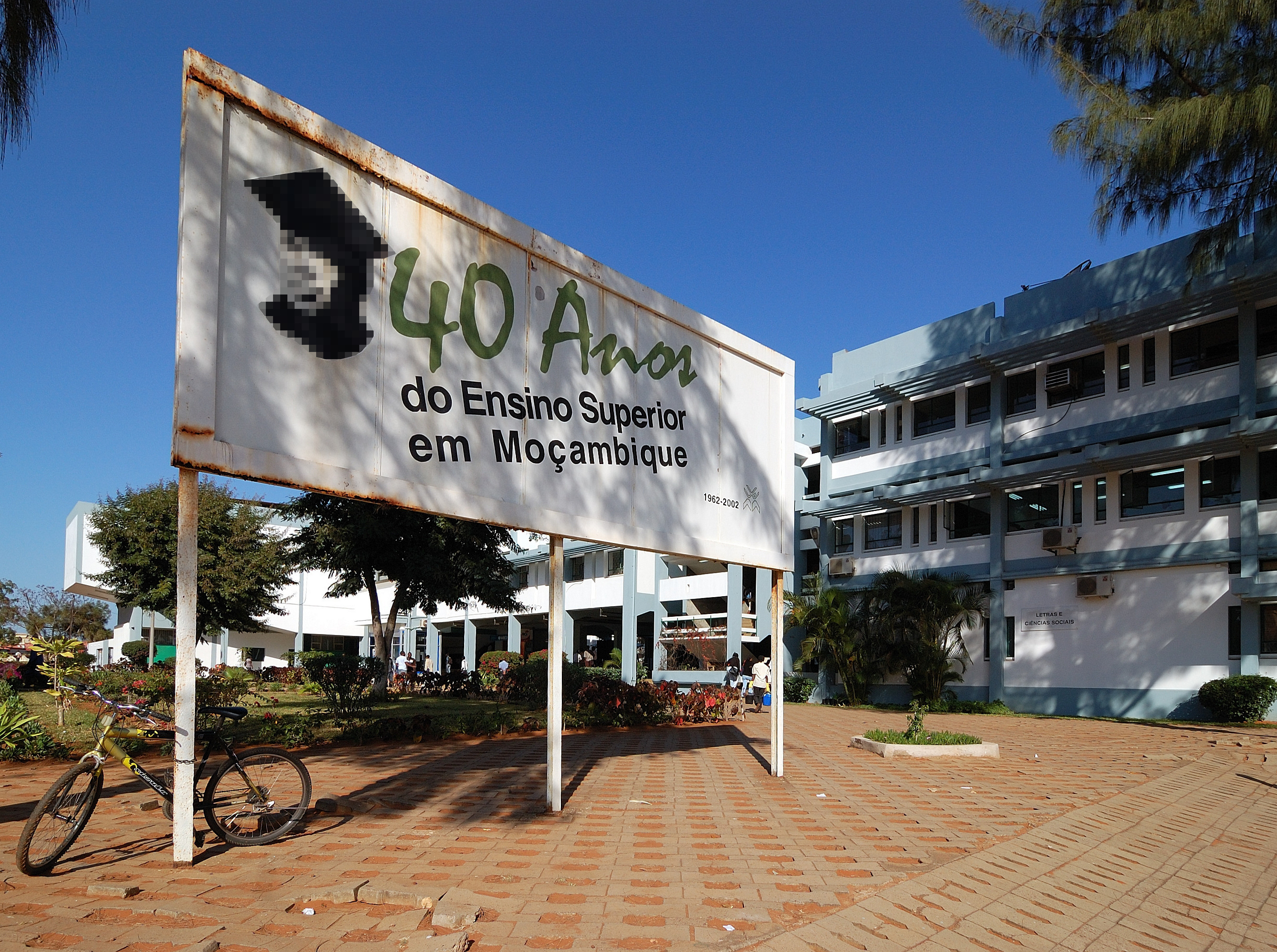
エドゥアルド・モンドラーネ大学（1962年創立）

1975年にポルトガルから独立して以来、学校建設と教員の訓練登録は人口増加に追いついていない。特にモザンビーク内戦（1977-1992年）の後、就学数は着実な若年人口の増加のため常に高くなっており、教育の質はその影響を受けている。全てのモザンビーク人は法律によって初等教育レベルの学校に出席することを義務付けられているが、多くのモザンビークの児童は家族の生活のために農場で働かなければならないため、初等学校に通っていない。2007年時点でも、100万人の児童が未だに学校に通っておらず、彼らの多くは農村部の貧しい地域出身である。モザンビークの教員のほぼ半数は未だに無資格である。女児の就学数は2002年に300万人だったが2006年には410万人に増加し、修了率も31,000人から90,000人に増加したが、修了率は著しく低い水準を保っている。7年生の後、生徒は中等学校に通うために標準化された国家試験を受ける必要があり、中等学校は8年から10年までである。モザンビークの大学の枠は極端に限られており、そのため多くの準大学教育を終えた学生はすぐには大学の勉強に進めない。多くは教員として働くか、無職となる。職業訓練を提供する機関も存在し、農業学校、工業学校、教育学校などは10年生の後に進学できる準大学である。
2017年の推計によれば、15歳以上の国民の識字率は60.7%（男性：72.6%、女性：50.3%）である。ただ、植民地時代の1950年時点では、非識字率が97.8%であった。2005年の教育支出はGDPの5.0%だった。
主な高等教育機関としては、エドゥアルド・モンドラーネ大学（1962年）やモザンビーク教育大学の名が挙げられる。

### 保健
出生率は女性1人につき、約4.89人である。2004年の保健への公的支出はGDP比2.7%であり、一方で同年の私的支出は1.3%だった。2004年の1人当たりの保健費は42USドル(PPP)だった。2017年の人口100,000人に対して医者は8人。2021年の推定乳幼児死亡率は新生児1000人に対して63.03人。15歳から49歳までのHIV感染は10%を越える。モザンビークのHIV感染率は高く、2019年のHIV感染者は約220万人であり、感染率は12.1%である。
2017年、マラリアとコレラの流行が深刻化した。マラリアは2017年1月から3月の間に148万人が診断され、288人が死亡した。コレラは3年連続の流行となり1222人が感染し、うち2人が死亡している。

## 治安
モザンビークの治安は南アフリカやコンゴ民主共和国などに比べて安定しているものと見られていたが、近年、極めて不安定になってきている。
同国では、近年の資源価格の下落に加え、対外債務問題により経済情勢が悪化している影響から所得格差が拡大しており、そこから強盗や誘拐、性犯罪、空き巣、車上荒らしなどの犯罪が多発し、治安の悪化が社会問題となっている。
また、1992年の内戦終結後もその当時の戦争で活動していた政府与党のFRELIMOと野党であるRENAMOとの間の政治的な緊張関係が存続し、RENAMO支持者の多い北中部地域の一部では、政府軍・警察とRENAMO側の武装集団との間で今も衝突が発生している。
2024年12月には総選挙に対する暴動が発生し、同月25日には首都マプトにおける刑務所から囚人が脱獄し、マプトやベイラなどの大都市では急激な治安悪化が懸念されている。

## 文化

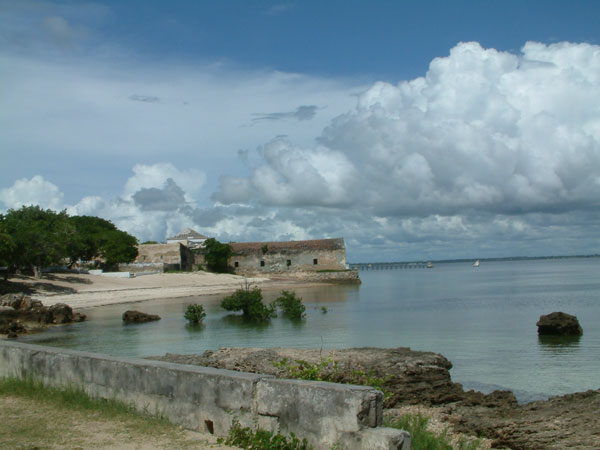
モザンビーク島 - (1991年、文化遺産)

イスラームの沿岸商人とヨーロッパの植民者の影響があったのにもかかわらず、モザンビークの人々は小規模農業に基づいた土着の文化を保っている。モザンビークで最もよく知られた美術・芸術としては、モザンビーク北部のマコンデ人による木彫品とダンスが特に有名である。中流階級や上流階級はポルトガル植民地時代の遺産と言語的影響を今も強く受けている。

### 文学

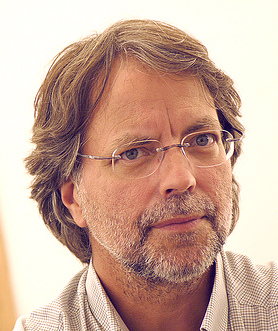
現代モザンビークの作家ミア・コウト。モザンビークのみならず、アフリカ文学やポルトガル語文学界に広く知られる世界的な文学者でもある。

文字によるモザンビークの活字文学は、植民地時代の20世紀前半にルイ・デ・ノローニャによるポルトガル語の詩によって始まった。これは、アンゴラやカーボベルデといった大西洋側のポルトガル植民地に比べて約半世紀遅れたものだった。その後、植民地主義を批判する詩を残した女性詩人ノエーミア・デ・ソウザや、後の1991年にカモンイス賞を受賞し、ポルトガル語世界において偉大な詩人の1人とされるジョゼ・クラヴェイリーニャにより、モザンビークのポルトガル語詩は発達を続けた。独立後には、マルクス主義的なプロパガンダ詩が目立つようになった。独立後の注目される詩人としてはルイス・カルロス・パトラキンの名が挙げられる。
モザンビークの小説の歴史は、ジョアン・ディアスによってポルトガル語で書かれた『ゴディド』（1952年発表）によって始まった。その後の代表的な作家としては『僕たちは皮膚病にかかった犬を殺した』(1964)で国内外からの評価を得たルイス・ベルナルド・ホンワナや、1980年代から活動し、『夢遊の大地』（1992年）などで新語の創造に励むミア・コウト、『ウアララピ』(1987)でデビューしたウングラニ・バ・カ・コーサなどの名が挙げられる。

### 音楽
同国はマラベンタ発祥の地である。

### 世界遺産
モザンビーク国内には、ユネスコの世界遺産リストに登録された文化遺産が1件存在する。

### 祝祭日
| 日付     | 日本語表記             | 現地語表記                                    | 備考                             |
| -------- | ---------------------- | --------------------------------------------- | -------------------------------- |
| 1月1日   | 元日                   | Dia da Fraternidade universal                 |                                  |
| 2月3日   | モザンビーク英雄の日   | Dia dos Heróis Moçambicanos                   | エドゥアルド・モンドラーネの命日 |
| 4月7日   | モザンビーク女性の日   | Dia da Mulher Moçambicana                     |                                  |
| 5月1日   | メーデー               | Dia Internacional dos Trabalhadores           |                                  |
| 6月25日  | 独立記念日             | Dia da Independência Nacional                 |                                  |
| 9月7日   | ルサカ協定記念日       | Dia da Vitória                                |                                  |
| 9月25日  | 国民解放軍記念日       | Dia das Forças Armadas de Libertação Nacional |                                  |
| 10月4日  | 平和と和解の日         | Dia da Paz e Reconciliação                    |                                  |
| 10月19日 | サモラ・マシェル誕生日 |                                               | 初代大統領                       |
| 11月10日 | マプト市民の日         |                                               | マプトのみ                       |
| 12月25日 | 家族の日/クリスマス    | Dia da Família                                |                                  |

### スポーツ
サッカー

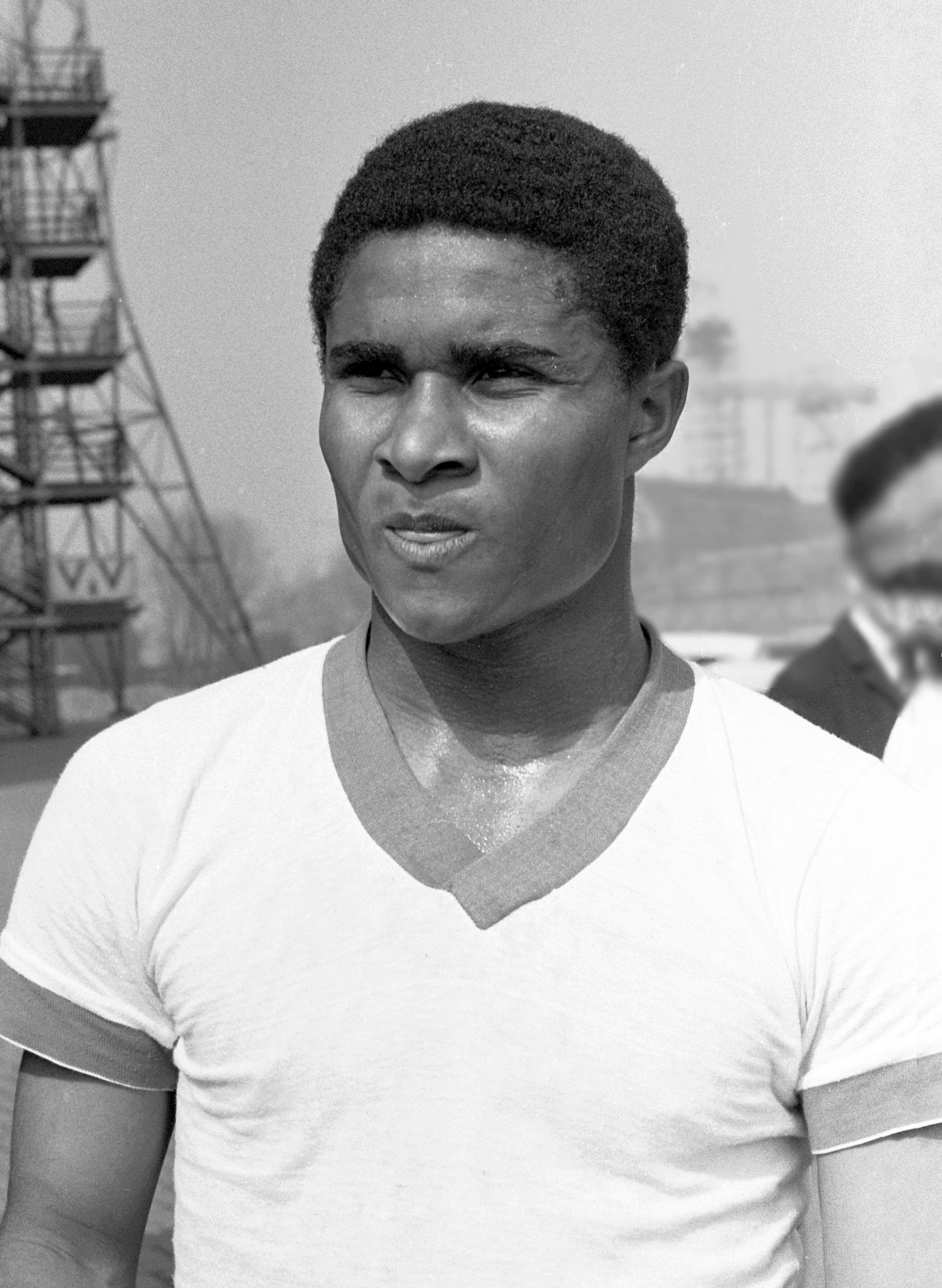
"黒豹"の愛称でサッカーポルトガル代表として活躍したエウゼビオ

モザンビークでも他のアフリカ諸国同様に、サッカーが最も人気のスポーツとなっている。モザンビークサッカー連盟によって構成されるサッカーモザンビーク代表は、これまでFIFAワールドカップには未出場である。しかしアフリカネイションズカップには4度出場している。
ポルトガル植民地時代には、エウゼビオなどの選手がポルトガル代表として活躍し、指導者ではカルロス・ケイロスなどを輩出している。現在は、アトレティコ・マドリードなどに所属したヘイニウド・マンダーヴァなどを輩出している。
その他の競技
陸上競技では、マリア・ムトラが2000年シドニー五輪女子800mで金メダルを獲得している。頭脳スポーツではチェスが盛んであり、同国のチェス連盟であるモザンビークチェス連盟は国際チェス連盟に所属している。

## 著名な出身者
- 弥助 - 織田信長の家来
- ジョアキン・アルベルト・シサノ - 元アフリカ連合議長
- マランガタナ・ングウェニア - 画家
- ミア・コウト - 文学者
- ネイマ - ミュージシャン
- カルロス・ケイロス - サッカー指導者
- エウゼビオ - 元サッカー選手
- アルマンド・サ - 元サッカー選手
- シマオ・マテ - サッカー選手
- マリア・ムトラ - 陸上競技選手